# 中立理論 (生態学)
中立理論（ちゅうりつりろん）とは、生物地理学や生態学における理論の一つである。
一つの栄養段階における生物の種多様性を取り扱うための一般理論として構想されたもので、生態群集の構造化が物理的要因や生物相互作用だけでなく個体群統計学的確率性によっても成立するという仮説に基づいている。生物多様性の中立説ともいう。

## 概要
限られた資源をめぐる種間競争などの相互作用によって群集の種構成が決まり、群集が平衡状態equilibrium stateに至ると考えるニッチ集合的なモデルに対し、偶然性や歴史性、ランダムな分散と確率的及び局所的な絶滅によって、群集はその種構成を変化しつづける非平衡状態nonequilibrium stateにあるとみなす分散集合モデルの一つとして中立理論がある。分散集合モデルは暗に中立性を前提とするので、分散集合の代表的なモデルであるマッカーサーとウィルソンの島嶼生物地理学（MacArthur and Wilson 1967。マッカーサーらは中立性を強調しないために、一般には中立説とみなされていない）の議論がその原型にあるとされている。
生態系についての中立理論は、いわゆる競争仮説といった複雑な相互作用を前提とする仮説とは異なり、最小限のパラメーター・セットしかない単純なモデルで、複雑な景観内で観察される生物多様性パターンを捉える試みである。一次生産者、消費者、分解者といった単一の機能群に属し、同所的に生活し、同一あるいは類似の資源をめぐって競合する種のみから構成される局所群集を生態学的群集(ecological community)として取扱い、局所群集への種の供給源でありメタ群集からの供給、生態学的浮動、総個体数が一定（ゼロサム型）、を仮定したときの群集のパターンについての検討する。
そのため環境変化の効果的な監視が可能なので、資源管理や保全戦略に寄与できることが期待されている。しかし、前提となる生態的な中立性＝同等性の定義に問題がある、不自然な仮定に基づき過度に単純化されているとして、批判されることも多い。

### 生態的浮動
同じ栄養段階にあるそれぞれの個体について、出生率、死亡率、移入率、種分化率を本質的に等しいものとして群集中の生物を扱うとき（生態的同等性）、ある種の個体の増加は他の種全体の減少として現れるはずであると言われる。このとき群集動態はゼロサムゲームに従っていると考えられている。これは集団遺伝学における遺伝的浮動を生態学に持ち込んだものである。